# Marte Monsen
Marte Monsen (* 27. Januar 2000) ist eine norwegische Skirennläuferin. Sie startet vor allem in den Disziplinen Riesenslalom, Slalom und Super-G und hat ihre Stärken im Riesenslalom. Ihr älterer Bruder Marcus war ebenfalls als Skirennläufer aktiv.

## Biografie
Marte Monsen startet für den Aron Skiklub in Drammen.

### Jugend und Europacup
Im Alter von 16 Jahren bestritt Monsen in Kåbdalis ihre ersten beiden FIS-Rennen. Nachdem sie sich in Hafjell erstmals zur norwegischen Jugendmeisterin in der Abfahrt gekürt hatte, gab sie Anfang Februar 2017 in Châtel ihr Europacup-Debüt. Einen Monat später belegte sie bei den Juniorenweltmeisterschaften in Åre Rang 27 im Riesenslalom. Ende der Saison nahm sie erstmals an nationalen Meisterschaften teil und gewann in der Kombination auf Anhieb die Silbermedaille. Während sie auf FIS-Ebene zahlreiche Podestplätze einfuhr, konnte sie im Europacup zunächst nicht an die Spitze anschließen. Bei den Juniorenweltmeisterschaften in Davos belegte sie die Ränge fünf und sechs in Riesenslalom und Super-G. In der Saison 2018/19 verbesserte sie sich vor allem in den Europacup-Riesenslaloms deutlich, bei den Juniorenweltmeisterschaften im Fassatal blieb sie erneut hinter den Medaillenrängen zurück. Am Saisonende gewann sie in ihrer Paradedisziplin ihren ersten nationalen Meistertitel. Im Dezember 2019 feierte sie in Andalo ihren ersten Europacup-Sieg, in der Saison darauf gewann sie mit zwei Siegen sowohl die Gesamt- als auch die Disziplinenwertung.  Im Rahmen ihrer fünften und letzten Juniorenweltmeisterschaften in Bansko holte sie hinter Hanna Aronsson Elfman Riesenslalom-Silber.

### Weltcup
Am 21. Dezember 2018 gab Monsen im Riesenslalom von Courchevel ihr Weltcup-Debüt. Ihre erste Platzierung in den Punkterängen erreichte sie im Januar 2020 mit Rang 26 beim Riesenslalom von Sestriere. Im November 2021 schaffte sie es als Sechste im Parallelriesenslalom von Zürs erstmals unter die besten zehn. Einen Monat später stürzte sie beim Europacup-Riesenslalom von Andalo und erlitt dabei Bänderrisse im Schien- und Wadenbein, worauf sie die Saison vorzeitig beenden musste.

## Erfolge

### Weltmeisterschaften
- Saalbach-Hinterglemm 2025: 17. Abfahrt

### Weltcup
- 1 Platzierung unter den besten zehn

### Weltcupwertungen
| Saison  | Gesamt | Gesamt | Riesenslalom | Riesenslalom | Parallel | Parallel |
| Saison  | Platz  | Punkte | Platz        | Punkte       | Platz    | Punkte   |
| ------- | ------ | ------ | ------------ | ------------ | -------- | -------- |
| 2019/20 | 117.   | 5      | 46.          | 5            | –        | –        |
| 2021/22 | 85.    | 40     | –            | –            | 6.       | 40       |
| 2023/24 | 117.   | 6      | 50.          | 6            | –        | –        |

### Europacup
- Saison 2018/19: 6. Riesenslalomwertung, 10. Kombinationswertung
- Saison 2019/20: 4. Riesenslalomwertung
- Saison 2020/21: 1. Gesamtwertung, 1. Riesenslalomwertung
- Saison 2023/24: 4. Riesenslalomwertung
- 11 Podestplätze, davon 4 Siege:

| Datum             | Ort       | Land       | Disziplin    |
| ----------------- | --------- | ---------- | ------------ |
| 14. Dezember 2019 | Andalo    | Italien    | Riesenslalom |
| 28. Februar 2021  | Livigno   | Italien    | Riesenslalom |
| 20. März 2021     | Reiteralm | Österreich | Riesenslalom |
| 17. März 2024     | Hafjell   | Norwegen   | Riesenslalom |

### Juniorenweltmeisterschaften
- Åre 2017: 27. Riesenslalom
- Davos 2018: 5. Riesenslalom, 6. Super-G, 9. Abfahrt
- Fassatal 2019: 8. Kombination, 16. Abfahrt, 17. Super-G, 24. Slalom
- Narvik 2020: 6. Riesenslalom
- Bansko 2021: 2. Riesenslalom, 9. Super-G, 14. Slalom

### Weitere Erfolge
- Norwegische Meisterin im Riesenslalom 2019
- viermal Silber bei norwegischen Meisterschaften (Abfahrt 2018 und 2019, Riesenslalom 2021, Slalom 2021)
- zweimal Bronze bei norwegischen Meisterschaften (Super-G 2019, Kombination 2019)
- 12 Siege in FIS-Rennen